# Partyzánský oddíl Olga

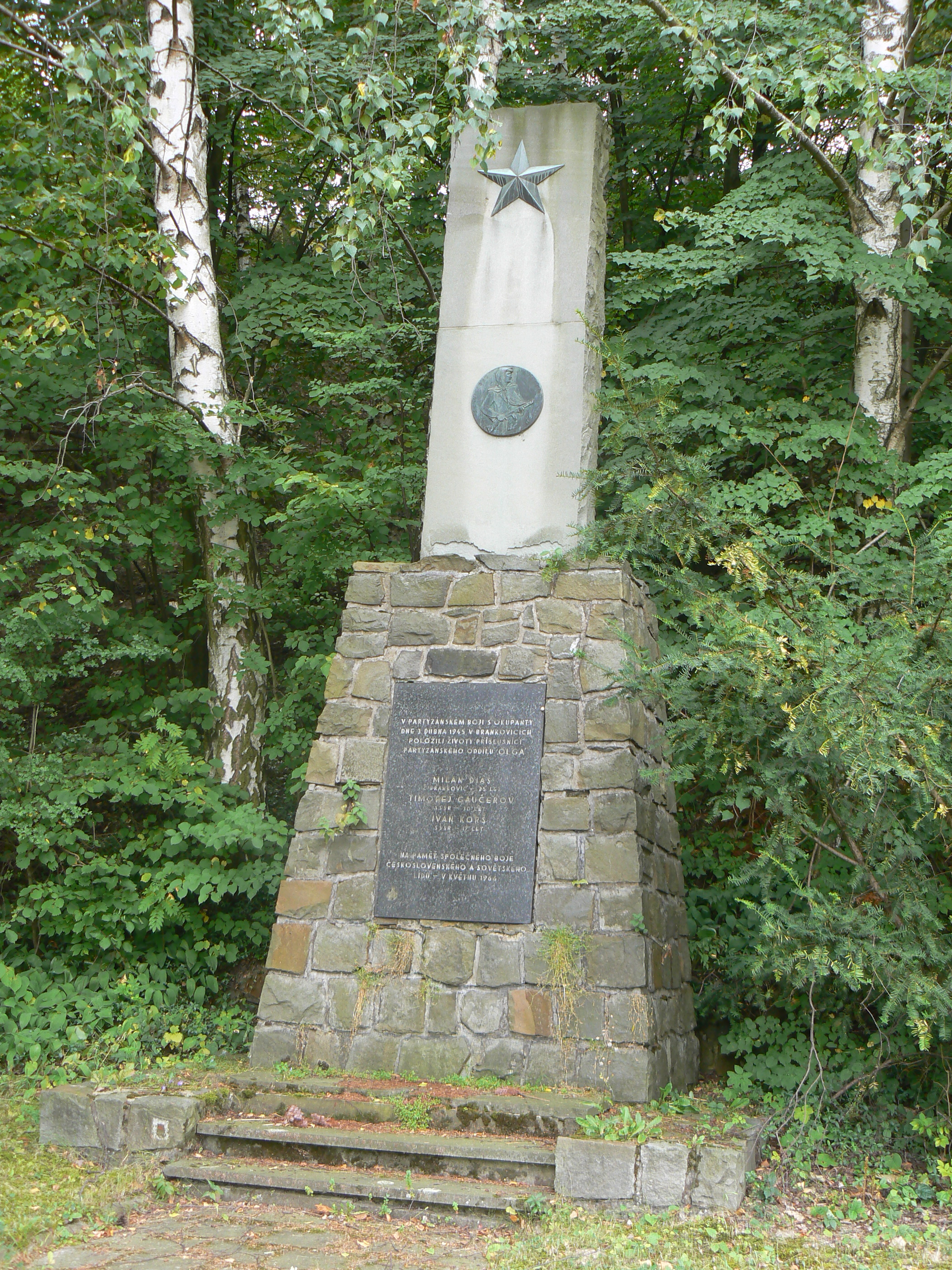
Partyzánský pomník v Brankovicích (2008)

Partyzánský oddíl Olga vznikl 9. ledna 1945 v Nemochovicích u Vyškova z jedné ze skupinek, které se po potlačení Slovenského národního povstání probily přes slovensko-moravskou hranici. Působil v oblasti Ždánického lesa, Chřibů, Vyškovska a Kroměřížska. Byl součástí 1. československé partyzánské brigády Jana Žižky, ale působil v podstatě samostatně. Velitelem byl Josef Houfek (zvaný „Pepek“), oddíl byl pojmenován po jeho zakladatelce Olze Františákové. Skupina prováděla různé přepady německých vojáků, sabotáže apod. Do konce války dosáhl oddíl i se spolupracovníky počtu asi 130 bojovníků, asi 20 jich při střetech s Němci do konce války zahynulo.
Na památku působení partyzánů v této oblasti byla vyznačena turistická trasa Cesta partyzánského oddílu Olga spojující Brankovice a Zdounky.

## Začátky
Iniciátorem oddílu byla Olga Františáková, která počátkem srpna 1944 překročila státní hranici a přešla k partyzánům před začátkem Slovenského povstání. Dostala se do Kunohradu u Rajeckých Teplic a po úspěšném výslechu byla přijata do partyzánského oddílu Žingora a Popova. Během týdne přišel kpt. Murzin a svolal všechny Čechy a Moraváky do oddílu podporučíka Jána Ušiaka. S touto skupinou přešla pravděpodobně v polovině října na Moravu. Po přestřelce u Čertova mlýna 2. listopadu a zničení bunkru na Kněhyni se Olga vydala spolu s budoucím velitelem oddílu Josefem Houfkem a Jugoslávcem Matou na Vsetínsko do obce Seninka. Až do 20. prosince působili jako zásobovací četa pro Ušiakův oddíl. Podle hlášení četnických stanic se objevovali v Kateřinicích, Prlově, Pozděchově, Vizovicích, Lhotě u Vsetína, Liptále, Trnavě, Jasenné. Zde se setkali s dalšími partyzány: Ladislavem Vernerem, Lexou, Simeonem Žukovem, Prokopevem a Crhou. Nakonec ale vznikla jedenáctičlenná skupina, která se 20. prosince vydala přes Lutoninu a Zádveřice do Březůvek. Na cestě do Halenkovic, kde chtěli ukrást autobus a vydat se na Českomoravskou vrchovinu, narazili u obce Jalubí na německou hlídku a členy gestapa. Během boje Crha a Mato ustoupili zpět na obec Slavitínky, zbytek směrem na Žlutavy, ze kterých postupovali do Chřibských lesů. Dne 9. ledna 1945 v Nemochovicích u Vyškova založili partyzánský oddíl Olga, jejímž velitelem byl ustanoven Josef Houfek a jeho zástupkyní byla zvolena samotná Olga Františáková.

## Činnost
O akcích oddílu Olga, ať už úspěšných, nebo neúspěšných, bylo napsáno v literatuře a novinových článcích poměrně hodně. Oddíl se postupně rozšířil zejména od 21. února, kdy se mu podařilo získat více zbraní odzbrojením malého maďarského oddílu. Největšími úspěchy partyzánského oddílu Olga bylo vypuštění 24 vagonů s cca 512 tisíci litry oleje, lihu a benzolu 26. února na nádraží v Morkovicích. Tímto ochromili obrněné divize Moravy na delší čas. Významným a jedinečným úspěchem bylo zajetí velitele tankové divize generálmajora Dietricha von Müllera s celým jeho osmičlenným štábem 19. dubna. Zajat byl také kroměřížský okresní hejtman Dr. Emil Adolf Josef Koblischka na zámku Dubských v Hošticích (tuto akci provedla četa Josefa Matouška). Doprovod gen. Müllera byl ve sklepě postřílen a přežil jen poddůstojník Hans Stocker, jenž byl následujícího dne objeven přivolanou policií zraněn pod hromadou mrtvých těl ve sklepě zámku. Hejtmana Dr. Koblischka dne 22. dubna 1945 při cestě na předání Rudé armádě zastřelili v lese Břestůvka. Zajatého generála chtěl osobně Sovětům předat jako svou trofej kpt. Murzin, ale předání jeho štábu v Hošťálkové se nezdařilo a vyslané letadlo přiletělo zbytečně. K dalšímu předání Murzinovi mělo dojít ráno 29. dubna na Bunči. Měla přijet sanitka, ale objevil se nákladní vůz a došlo k přepadu a zabití 17 Němců.
Odpoledne policejní složky vyslaly speciální trestnou výpravu na Bunč. Zde již nikoho nenašli a tak pokračovali na Salaš, kde se nacházelo 19 nových adeptů partyzánů. Byli oklamáni ruskými fašisty, vydávající se za partyzány a kilometr od Salaše postříleni na Vápenicích. Zde byla také následně brutálně ubodána a zohavena A. Špičáková. K předání generála došlo 1. května na Salaši rumunské armádě. Druhý den 2. května byl předán velení sovětské 53. armády ve Slavkově.
Dnes je oddíl spíše znám pro chování jejího velení, hlavně velitele Josefa Houfka, který měl násilnické sklony a v opilosti nařídil svévolné "popravy" osmi nevinných lidí z řad partyzánů a svým chováním ohrožoval i ostatní, kteří je podporovali. Za tyto činy a za měsíční dobrovolnou službu ve wehrmachtu (u náhradní dělostřelecké jednotky v Drážďanech) byl Houfek po válce v srpnu 1945 zatčen a po 2 letech vazby odsouzen k pouhým 3 letům těžkého žaláře. V roce 1948 dostal milost a poté emigroval do Rakouska.

## Olga Františáková
Olga Františáková se narodila dne 18. března 1926 v obci Dedovo (Дийда), okres Berehovo, na Podkarpatské Rusi jako druhé ze tří dětí četnickému strážmistrovi a italskému legionáři Františku Františákovi z Lidečka a jeho manželce Ireně, roz. Gazdagové z Dedova. Nejdříve přebývali u příbuzných v Lidečku, následně se stěhovali do Zádveřic čp. 209 a až v roce 1942 se přestěhovali do podnájmu v hostinci v Uble čp. 3.
Obecnou školu začala Olga navštěvovat v rodném Dedově, ale z důvodu vzniku Slovenského státu a dobytí území Podkarpatské Rusi maďarskými vojsky musela dokončit vzdělání až na Moravě. Po dokončení obecné školy zůstala v domácnosti a občas vypomáhala v hostinci. Po okupaci ČSR na příkaz pracovního úřadu začala pracovat u firmy Baťa, později jako služka ve Vizovicích. Žádná z prací se jí však nezalíbila a tak se rozhodla odjet za svou sestrou Gizelou do Prahy. Zde s největší pravděpodobností pracovala nelegálně, a protože se dozvěděla, že je hledaná Úřadem práce ve Zlíně, opustila Prahu a vrátila se do Ubla. Ve svých 18 letech se rozhodla vydat se ke svojí babičce do Dedova. Zde se střídavě schovávala u babičky a u strýce Gazdy. Po nějakém čase byla ale zadržena maďarskými četníky a v květnu 1944 předána gestapu do Zlína, kde se musela pravidelně hlásit každých 14 dní.

#### Přechod k partyzánům
Po vypuknutí Slovenského povstání (29. srpna 1944) odjela Olga k příbuzným do Lidečka a znovu chtěla nelegálně překročit hranice Protektorátu, ty však už byly mnohem lépe střeženy. Snad proto se seznámila s příslušníkem gestapa Janem Jandou. Po čase zjistila, že jí Janda nepomůže a proto se domluvila s nájemcem nádražní restaurace v Horním Lidči, který jí dohodl přejezd v zapečetěném vlaku se slovenskými financi. U obce Rajec byla zadržena partyzánskou hlídkou a po výslechu byla k partyzánům přijata.

#### Poválečné období
Po válce Olga Františáková nejdříve bydlela v Brně a poté, co se její otec stal vrchním strážmistrem, žila v Šumperku v ulici Mazalova 1. V Brně vypovídala proti svému bývalému milenci a veliteli oddílu Josefu Houfkovi ve věci nařízených poprav. Ten jí ze msty obvinil z prostituce, krádeže zlatého prstenu, peněz a hlavně ze spolupráce s gestapem. To se však u mimořádného lidového soudu v Brně neprokázalo. Ve stejnou dobu probíhalo ve Vsetíně šetření pro podezření z přestupku „proti národní cti“, kvůli známosti s gestapákem Jandou. Komise rozhodla v její neprospěch a Olga byla odsouzena k vyvěšení oznámení o přestupku po dobu 14 dní v místě jejího bydliště. Několikrát se neúspěšně odvolala. V roce 1948 se provdala za Jaroslava Chytila, se kterým se neúspěšně pokusila dne 17. července 1948 u Chebu o překročení hranic do SRN. Začátkem roku 1969 se ještě Olga pokusila svolat své bývalé spolubojovníky na sraz partyzánů do Velkých Karlovic k 25. výročí SNP. Zde se chtěli poradit, jak se zbavit „fiktivních partyzánů“, ale po neúspěchu přerušila kontakty a uzavřela se do sebe. V roce 1984 její manžel Jaroslav zemřel a Olga se přestěhovala k synovi Jaroslavovi. Dne 28. října 1988 v olomoucké nemocnici zemřela.